# Monochromatisches Licht
Monochromatisches Licht (von griechisch mono-chromos, dt. „eine Farbe“) ist im engeren Sinne einfarbiges sichtbares Licht, im allgemeinen Sinne elektromagnetische Strahlung einer genau definierten Frequenz bzw. Vakuumwellenlänge. Man spricht in diesem Zusammenhang auch von monochromatischen Wellen. Die durch monochromatisches Licht im sichtbaren Spektralbereich hervorgerufene Farbwahrnehmung bezeichnet man als seine Spektralfarbe.
Perfekte Monochromie ist ein Ideal, das nicht realisiert werden kann. Ein Maß für die Annäherung an dieses Ideal ist die Kohärenzlänge.
Nahezu monochromatisches Licht kann auf unterschiedliche Weise hergestellt werden:
Es kann aus polychromatischem Licht mit dessen spektraler Verteilung mittels eines Monochromators ausgefiltert werden. Andererseits können Geräte eingesetzt werden, die Licht atomarer Spektrallinien abgeben.

## Monochromatoren

### Prisma
Ein Prisma zerlegt Licht in Spektralfarben. Fällt nicht-monochromatisches Licht, z. B. Sonnenlicht, durch ein Prisma, so werden seine einzelnen Anteile mit unterschiedlicher Wellenlänge verschieden stark abgelenkt. Kurzwelliges (blaues) Licht wird stärker (normale Dispersion) oder schwächer (anormale Dispersion) als langwelliges (rotes) Licht gebrochen. Da der Brechungsindex des Glases von der Wellenlänge abhängt, tritt das Licht je nach Wellenlänge unter einem anderen Winkel aus dem Prisma aus.

### Beugungsgitter
An Beugungsgittern, das sind feine Rillen oder Fäden bestimmter Dicke und bestimmten Abstandes, wird einfallendes Licht in alle Richtungen gebeugt. Durch Interferenz entsteht in geeigneten Beugungsrichtungen eine Addition der Strahlenbündel zu praktisch monochromatischem Licht.
Um monochromatische Röntgenstrahlung zu erreichen, können kristalline Festkörper genutzt werden. Die Beugung und Interferenz erfolgt hier an den einzelnen, regelmäßig angeordneten Atomen des Kristallgitters.

### Optische Filter
Ein optischer Filter ist ein selektiv-transparentes Material, das nur für Licht bestimmter Wellenlängen durchsichtig ist und anderes Licht absorbiert. Mithilfe von Filtern, die in einem nur schmalen Wellenlängenbereich transparent sind, lässt sich annähernd monochromatisches Licht erzeugen. Solche Filter werden oft als Interferenzfilter realisiert. Hierbei wird das Prinzip der Newtonschen Ringe genutzt. Durch eine genau definierte Anordnung dünner Schichten lässt sich ausreichend monochromatisches Licht aus polychromatischem (weißem) Licht herausfiltern.

## Spektrallinie
Atome oder Moleküle können aufgrund von Elektronenübergängen zwischen ihren Energieniveaus elektromagnetische Wellen (Photonen) abgeben. Die Energiedifferenz zwischen den beteiligten Niveaus bestimmt die Energie, und somit die Wellenlänge, der entstehenden Strahlung. Nach Max Planck gilt hierbei:
{\displaystyle E={\frac {h\cdot c}{\lambda }}}
Die Energieniveaus sind gequantelt. Deshalb existiert nur eine endliche Anzahl von Übergängen, entsprechend sind nur wenige Wellenlängen vertreten. So entsteht bei der Emission ein Linienspektrum.
Ein Laser strahlt mit einer eng definierten Wellenlänge, die dem Übergang zwischen zwei Energieniveaus entspricht. Laserlicht dieser Spektrallinie ist somit annähernd monochromatisch.
Gasentladungslampen mit geringem Innendruck erzeugen ebenfalls ein Linienspektrum. Die von der Art des Füllgases abhängigen Linien besitzen eine hohe Konstanz ihrer Lage und sind spektral sehr schmal. Sie werden zur Erzeugung monochromatischer Strahlung eingesetzt. Aufgrund der von äußeren Einflüssen unabhängigen Farbkonstanz dienen solche Spektrallampen sogar als Wellenlängen-Normal.